# Капські гори
Капські гори — гори на крайньому півдні Африки, в межах ПАР, між Порт-Елізабет на сході і гирлом річки Оліфантс на заході. Довжина близько 800 км.
Складені головним чином пісковиками і кварцитами. Складаються з кількох паралельних хребтів (Свартберг, Лангеберг та інші), середня висота близько 1500 м (найбільша 2326 м).
Опадів 600—800 мм на рік, взимку на вершинах сніг.
На повернених до Індійського океану навітряних схилах — зарослі вічнозелених чагарників і мішані ліси, на підвітряних схилах і у внутрішніх долинах — напівпустельна рослинність.
За фізико-географічним районуванням Африки Капські гори лежать у межах Південноафриканської фізико-географічної країни. Гірські ландшафти належать до середземноморського південноафриканського типу ландшафтів і представлені групою ландшафтів складчастих гір на герцинських структурах. Найпоширенішими в Капських горах є скельні ландшафти, гірсько-чагарникові (фінбош), гірсько-лугові, посушливі напівпустельні (у внутрішніх долинах) та лісові ландшафти східних схилів гір.